# آزمایش قهوه گوستاو سوم سوئد

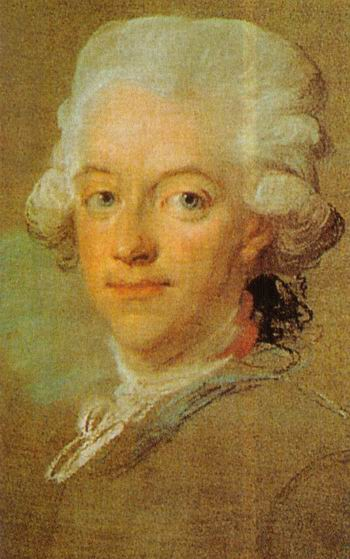
گوستاو سوم از سوئد (۱۷۴۶–۱۷۹۲) برای اثبات اثرات منفی قهوه بر سلامتی تعیین شد.

آزمایش قهوه گوستاو سوم سوئد، ادعایی دربارهٔ یک مطالعه دوقلو بود که به دستور پادشاه ترتیب داده شد تا اثرات قهوه بر سلامتی را مطالعه کند. صحت این رویداد زیر سؤال رفته است. مطالعه پزشکی بدوی که ظاهراً در نیمه دوم قرن هجدهم انجام شد، نتوانست ثابت کند قهوه نوشیدنی خطرناکی است.